# 中国科学院亚热带农业生态研究所
中国科学院亚热带农业生态研究所是中国科学院位于湖南省长沙市的农业研究机构，创建于1978年。主办有《农业现代化研究》期刊。

## 历史沿革
1978年召开全国科学大会召开，将建立农业现代化综合科学实验基地列为国家的重点项目之一。同年，中国科学院与湖南省、河北省和黑龙江省合作，分别在桃源县、栾城县和海伦县筹建三个农业现代化研究所。
1978年4月，桃源县召开农业现代化综合科学实验基地县建设会议。1978年6月19日，经党中央和囯务院批准，中国科学院桃源农业现代化研究所正式成立。所址选择在湖南省桃源县城关镇渔父路。土壤学家李庆逵担任首任所长。研究所的任务是以桃源县为基地，探索中国南方地区农业现代化过程中的科学技术研究、中间试验、新技术应用和农业经济问题。1979年6月，研究所启动搬迁工作，从桃源县迁至省会长沙市，办公地点由湖南桃源先后迁至湖南长沙南郊的湖南省技术物理研究所和长沙东郊马坡岭湖南省农业科学院一大队，但仍在桃源开设农业实验站。研究所同时更名为中国科学院长沙农业现代化研究所。
2002年5月，研究所整体进入中国科学院知识创新工程试点序列，其学科方向调整为亚热带复合农业生态系统生态学，2003年10月更名为中国科学院亚热带农业生态研究所。

## 机构设置

### 科研系统
- 区域农业生态研究中心
- 畜牧健康养殖研究中心
- 作物耐逆境分子生态学研究中心
- 农业生态系统过程重点实验室

### 管理系统
- 综合办公室
- 科技管理与规划处
- 财务资产部

### 支撑系统
- 桃源农业生态站
- 环江喀斯特站
- 洞庭湖湿地站
- 长沙农业环境观测研究站
- 公共技术服务中心
- 编辑与文献室
- 数据资源中心

## 历任领导

### 所长
| 姓名   | 任期                   | 注释 |
| ------ | ---------------------- | ---- |
| 李庆逵 | 1978年12月－1981年     | 兼   |
| 何电源 | 1983年12月－1986年12月 | 代理 |
| 何添福 | 1986年12月－1992年5月  |      |
| 陈朝明 | 1994年5月－1997年7月   |      |
| 王克林 | 2001年9月－2013年2月   |      |
| 吴金水 | 2015年8月－2018年6月   |      |
| 谭支良 | 2018年6月－            |      |

### 党委书记
| 姓名   | 任期                  | 注释 |
| ------ | --------------------- | ---- |
| 杨大志 | 1979年8月－1982年     |      |
| 吴晓明 | 1984年8月－1986年12月 |      |
| 陈礼御 | 1995年6月－1999年7月  |      |
| 李文祥 | 1999年7月－2007年11月 |      |
| 王克林 | 2013年9月－           |      |